# Staustufe Koblenz
Die Staustufe Koblenz ist die letzte Staustufe an der Mosel vor der Mündung in den Rhein in Koblenz. Sie ist mit einem Walzenwehr, zwei Schleusen für Großmotorgüterschiffe, einer Bootsschleuse, einem Wasserkraftwerk und einer Fischtreppe ausgestattet. Die gesamte Anlage überquert ein Stahlsteg für Fußgänger. Die Staustufe bei Moselkilometer 1,94 wurde 1951 fertiggestellt und ist damit die älteste Anlage im Zuge der Moselkanalisierung.

## Geschichte
Die Planungen zum Bau der Staustufe Koblenz gehen auf Entwürfe der deutschen Reichsregierung in den Jahren 1938 bis 1940 zur Schiffbarmachung der Mosel zurück. Mit dem Bau der Staustufe wurde bereits 1941 angefangen. Bedingt durch die Kriegswirren und die schweren Luftangriffe auf Koblenz im Zweiten Weltkrieg musste das Projekt aber 1944 eingestellt werden. Von 1948 bis 1951 wurde der Bau der Staustufe unter Regie der französischen Besatzungsmacht mit einem Wasserkraftwerk, einem Walzenwehr und einer 110,00 × 11,60 m großen Schleuse schließlich vollendet.
Mit der Moselkanalisierung in den Jahren 1958 bis 1964 wurde die Mosel von Koblenz bis Metz schiffbar gemacht und die Staustufe Koblenz konnte nun ihren eigentlichen Zweck erfüllen. Zusätzlich zu der bereits bestehenden kam eine neue Schleuse mit einer nutzbaren Größe von 172,10 × 11,60 m hinzu.
Das Wasserkraftwerk erfuhr 1998 eine Generalüberholung. Der Wehrsteg musste 2009 aufgrund von Schäden gesperrt werden,  wurde komplett erneuert und steht seit dem 21. Dezember 2010 den Fußgängern und Fahrradfahrern wieder zur Verfügung.
Nachdem der Fischpass am rechten Moselufer nicht mehr den gestellten Anforderungen entsprach, wurde zwischen April 2010 und September 2011 eine neue Anlage errichtet. Zeitgleich entstand das Besucher- und Informationszentrum Mosellum, das am 29. September 2011 eröffnet wurde.
Im März 2015 wurde bekannt, dass das dreifeldrige Walzenwehr der Staustufe starke Schäden aufweist und saniert werden muss. Die Arbeiten sollten im April 2015 starten und bis 2017 abgeschlossen sein. Die Baukosten waren mit 4 Millionen Euro veranschlagt. Im Jahr 2016 begannen die Sanierungsarbeiten am Wehrfeld 3 und 2018 die an Wehrfeld 2. Das Wehrfeld 1 wurde zwischen 2022 und 2023 saniert.

## Technische Daten

### Staustufe
Die Staustufe liegt bei Moselkilometer 1,94 auf einer Höhe von 65,05 m über Normalnull. Die Fallhöhe bei Mittelwasser beträgt 4,95 m. Während die übrigen Moselstaustufen mit Sektorwehren ausgestattet sind, verfügt die Staustufe Koblenz über ein dreifeldriges Walzenwehr, in dessen mittlerer Walze eine Fischbauchklappe zur Ableitung von Treibeis eingebaut ist.

### Schleuse
In der Staustufe befinden sich drei Schleusenkammern. Die Schleusenkammer 1 hat eine Gesamtlänge von 175,47 m und eine Breite von 12 m, die Schleuse 2 hat bei gleicher Breite eine Länge von 122,50 m. Damit kann die Staustufe von Großmotorgüterschiffen bis zu einer Länge von 110 m und Schubverbänden bis zu einer Länge von 172,10 m bei einer Breite von 11,45 m passiert werden. Daneben gibt es noch eine kleinere Schleuse für Sportboote.

### Wasserkraftwerk
Das Laufwasserkraftwerk mit vier Kaplan-Turbinen kann bei einer Wassermenge von 380 m³/s bis zu 16 Megawatt elektrische Leistung erzeugen. Damit werden jährlich 62 Mio. kWh elektrische Energie gewonnen, ausreichend für 18.000 Haushalte. Der Betrieb des Wasserkraftwerks wird von der Zentralwarte der RWE Power AG bei Fankel überwacht.

## Galerie

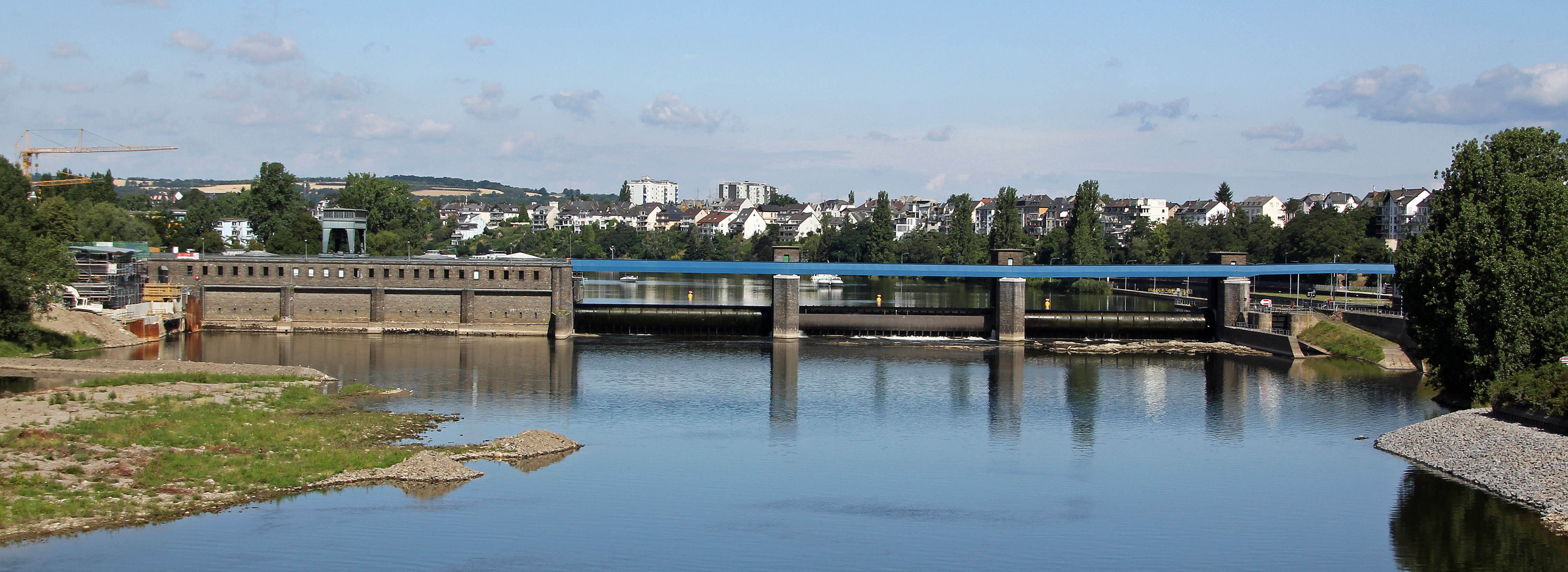
Gesamtansicht der Anlage mit Stauwehr und Wasserkraftwerk
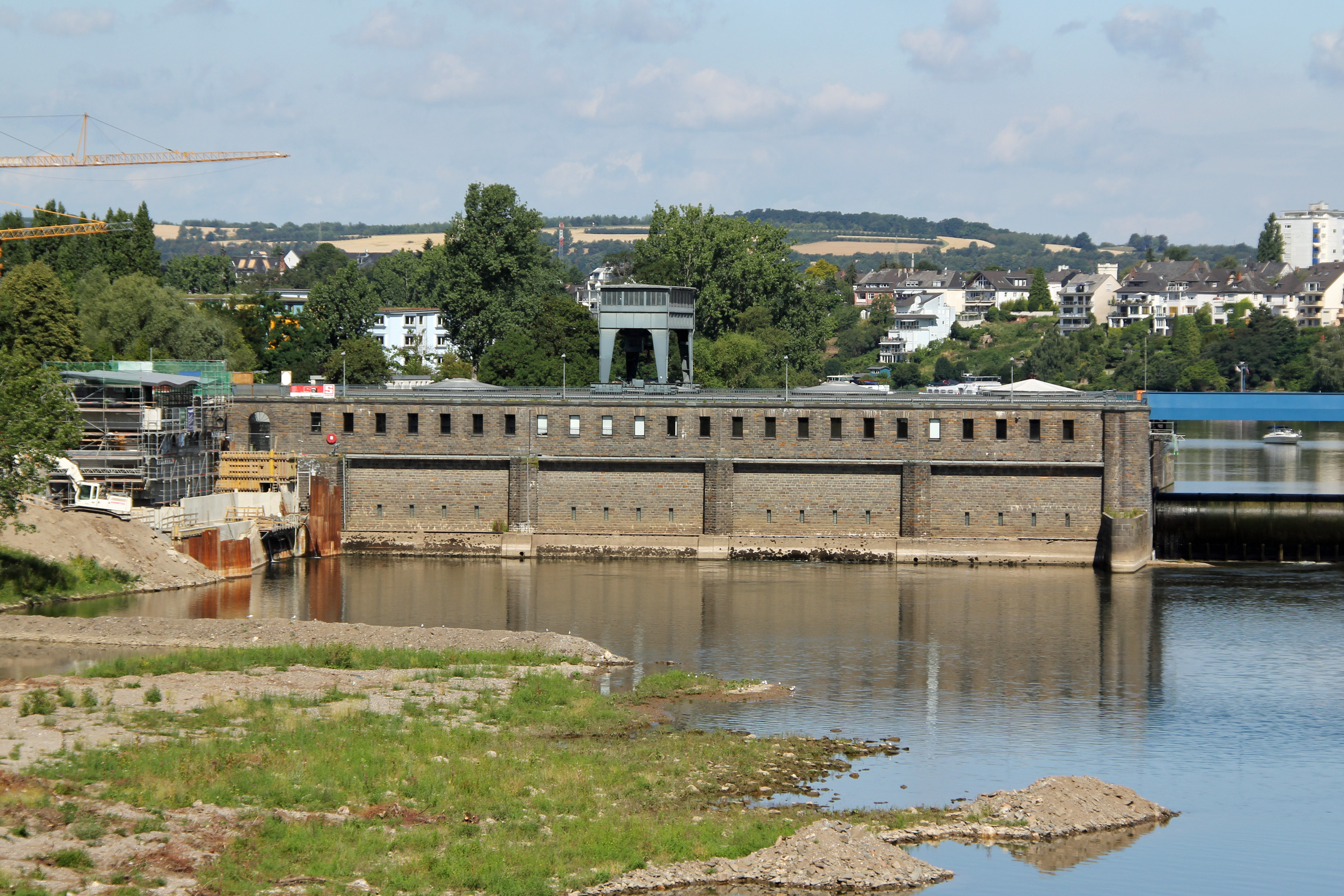
Unterwasserseite des Kraftwerks
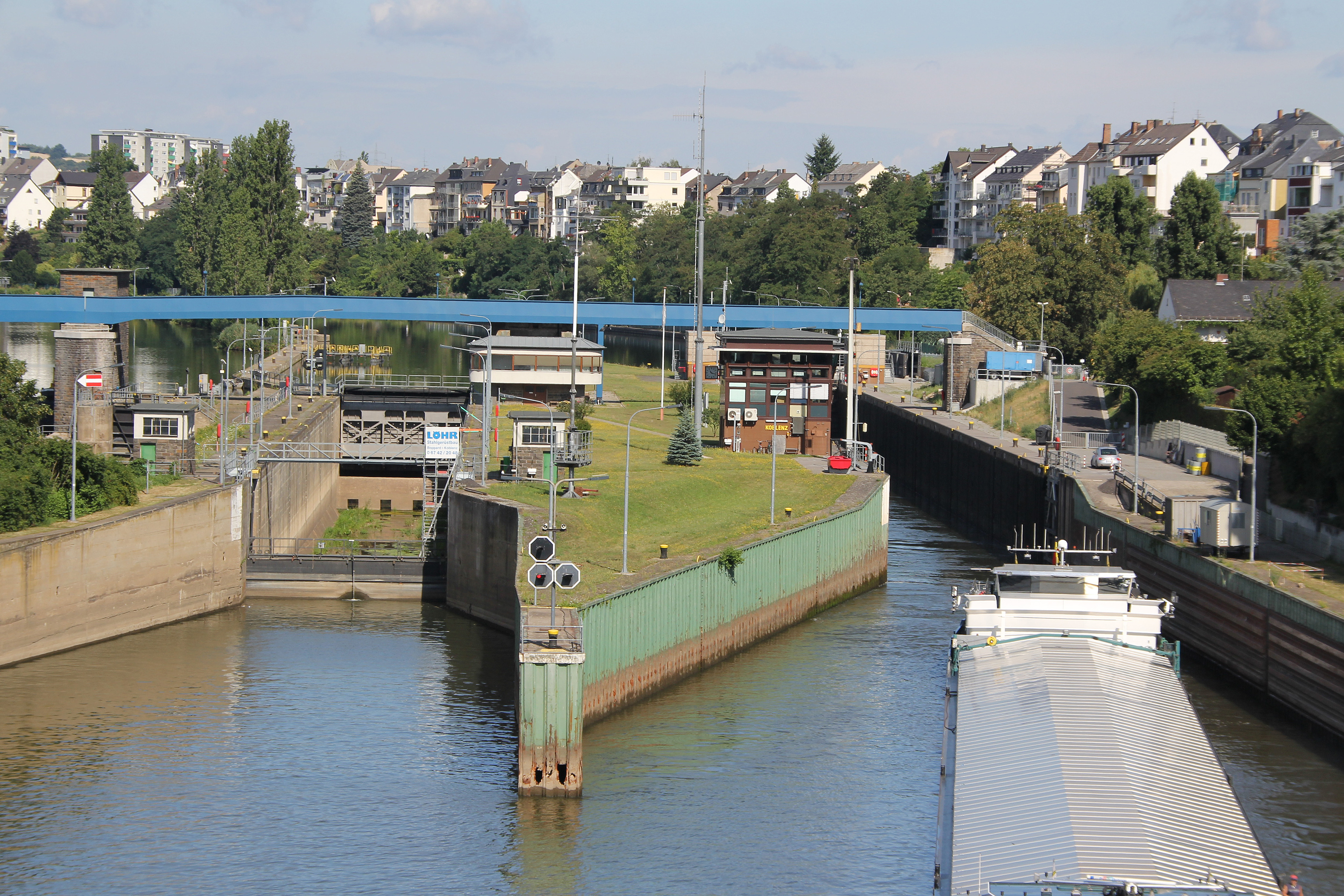
Die beiden Schleusen
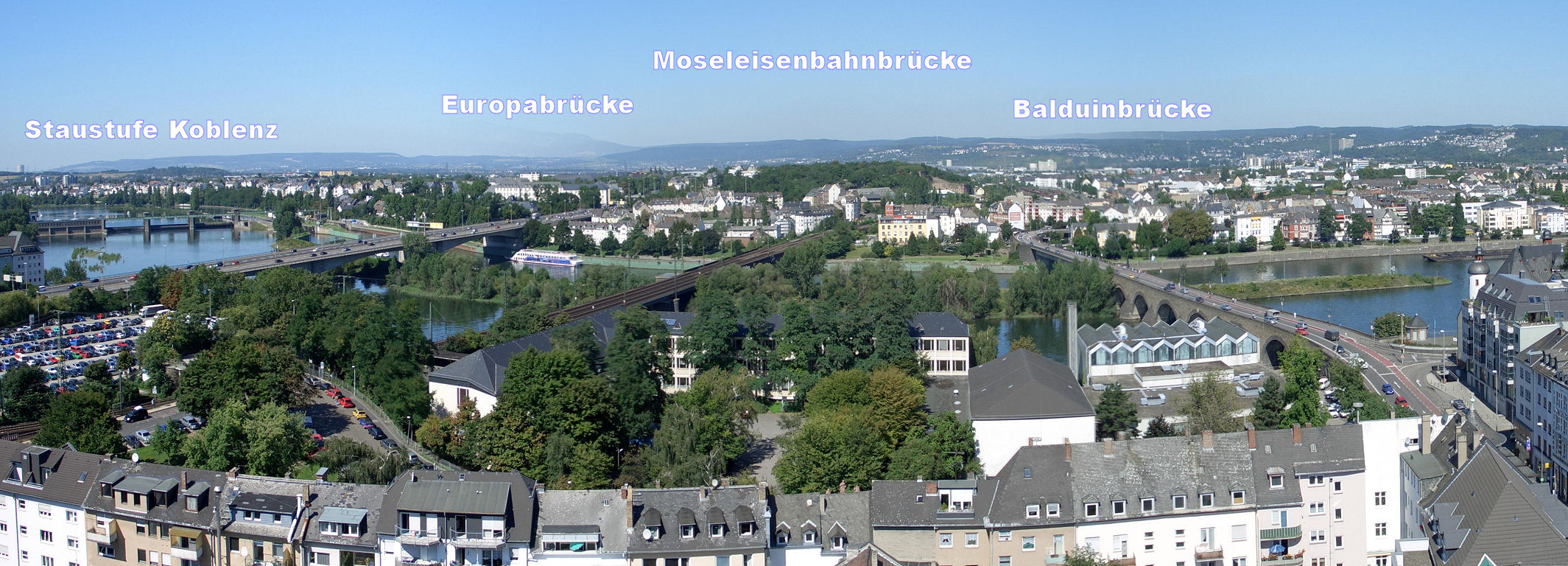
Die letzten Moselbrücken in Koblenz, links die Staustufe Koblenz